# Malafide (Disney)

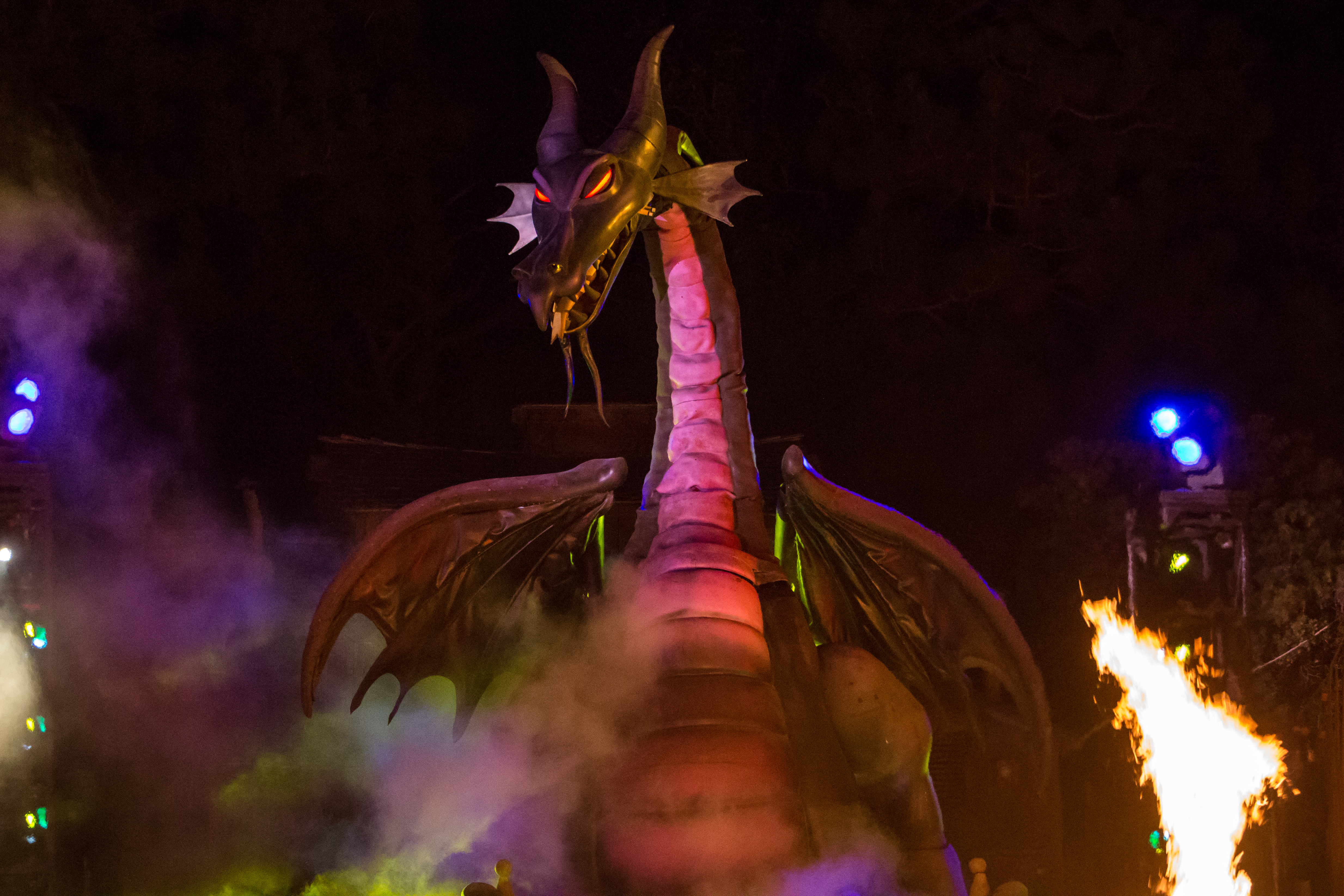
Malafide als draak in Fantasmic!

Malafide (in de nasychronisatie in de jaren 50 nog Mefistola) (Engels: Maleficent) is een personage uit de tekenfilm- en stripwereld van Walt Disney.

## Achtergrond
Zij kwam voor het eerst voor in de lange film Doornroosje uit 1959, waarin ze de belangrijkste antagonist is. In 2014 kreeg Malafide haar eigen filmversie met Angelina Jolie in de hoofdrol, waarin het originele verhaal zodanig was aangepast dat ze meer een antiheld leek dan een slechterik. Ook verscheen ze in de televisieserie Once Upon a Time, gespeeld door Kristin Bauer van Straten, ditmaal weer als slechterik. Ook komt ze voor in de Disney Channel-film Descendants, gespeeld door Kristin Chenoweth, waarin ze een dochter heeft.

## Verhaallijnen

### Doornroosje(1959)
Als prinses Aurora geboren wordt, mogen de drie goede feeën een wens uitspreken. Na twee wensen komt de boze fee Malafide binnen, die niet is uitgenodigd op het feest en daarom erg kwaad is. Ze zegt dat Aurora zich op haar 16de zal prikken aan een spinnewiel en zal sterven. De feeën kunnen er met hun laatste wens nog van maken dat ze in een diepe slaap zal vallen en niet zal sterven. De koning laat alle spinnewielen verbranden en zondert Aurora af, maar toch zorgt Malafide dat Aurora zich prikt. Hierna gaat prins Filip naar Malafide op zoek, maar ze neemt hem gevangen. Uiteindelijk weet prins Filip haar te verslaan nadat ze zichzelf eerst in een draak heeft veranderd.

### Kingdom Hearts(2002)
In Kingdom Hearts is Malafide de baas van een groep slechteriken, bestaande uit Hades, Jafar, Ursula, Kapitein Haak en Oogie Boogie. Zij willen de zeven prinsessen van het hart vinden, om het ultieme sleutelgat te openen. Dit leidt naar de wereld Kingdom Hearts, de wereld van al het kwaad. Nadat ze alle prinsessen heeft verzameld en ze Riku over heeft weten te halen om voor duisternis te kiezen, lijkt ze in haar doel te zullen slagen. Sora, de jongen met de Keyblade, weet echter haar metgezellen tegen te houden en gaat daarna naar Hollow Bastion, de wereld van Malafide, die ze heeft overgenomen van Ansem the Wise. Ook Riku wordt overgenomen door de Heartless van Ansem. In een laatste gevecht probeert Malafide Sora uit te schakelen. Ze verliest en raakt zwaargewond. Riku opent haar hart waardoor de duisternis haar nieuwe kracht geeft en ze verandert in een draak. Sora weet haar voor de tweede keer te verslaan, waarna ze sterft doordat de duisternis haar hart opeet.
 

### Kingdom Hearts: Chain of Memories(2004)
In Chain of Memories bestaat Malafide in de herinnering van Sora. In Sora's zelfgemaakte wereld probeert ze de harten van De Schoonheid en het Beest te stelen. Hierdoor gaat Sora zich ermee bemoeien, wat leidt tot Malafides dood.
In Riku's wereld weet ze dat ze een herinnering is en wil ze dit gebruiken in haar voordeel. Riku laat zich echter niet gek maken en vermoordt haar.

### Kingdom Hearts II(2005)
In KHII komt Malafide weer terug doordat de Drie Goede Feeën zich haar beginnen te herinneren. Meteen na haar terugkeer neemt ze weer de controle over van de Heartless. Haar doel is nu wraak te nemen op Sora. Nadat Pete (Boris Boef) haar het laatste nieuws heeft verteld, stuurt ze de Heartless op hem af. Al gauw legt ze dit doel opzij om Organization XIII te stoppen. Op het moment dat Sora erachter komt dat hij, als hij Heartless verslaat, tevens de Organization helpt, schiet Malafide te hulp. In "The World That Never Was" wil ze het kasteel van de Organization overnemen. Maar hiervoor moeten eerst de overige leden van de Organization verslagen worden. Door de Heartless tegen te houden helpt ze Sora zodat hij de Organization kan verslaan.

## Stem
De Amerikaanse stem van Malafide wordt verzorgd door Eleanor Audley in de originele eerste film. Linda Gary deed de stem hierna na in Fantasmic! Lois Nettleton volgde haar op voor Mickey's Club, een tekenfilmserie met Mickey Mouse in de hoofdrol en met anderen Disneyfiguren als toeschouwers. Waarna Susanne Blakeslee van 2002 tot heden te stem doet voor Malafide. Wel doet er voor de Disney Infinity games Rajia Baroudi de stem van Malafide omdat dit de live-action versie is.
In de oorspronkelijke Nederlandse nasynchronisatie werd Malafide, toen nog Mefistola genaamd, ingesproken door Jenny Van Maerlandt. In de jaren '90 werd er een nieuwe nasynchronisatie gemaakt waarbij Jasperina de Jong haar stem leende.